# Tour d'Algérie 2024
Le Tour d'Algérie 2024 se déroule du 12 au 21 mai, sur un parcours de 1 481,1 kilomètres d'Oran à Annaba. Cette édition est la 24e de l'histoire de cette course cycliste.

## Étapes
| Étape     | Date   | Villes étapes               |                 | Distance (km) | Vainqueur d’étape          | Leader du classement général |
| --------- | ------ | --------------------------- | --------------- | ------------- | -------------------------- | ---------------------------- |
| 1re étape | 11 mai | Oran - Sidi Bel Abbès       | Étape vallonnée | 124           | Yacine Hamza               | Yacine Hamza                 |
| 2e étape  | 12 mai | Sidi Bel Abbès - Mostaganem | Étape vallonnée | 146           | Youcef Reguigui            | Yacine Hamza                 |
| 3e étape  | 13 mai | Mostaganem - Ténès          | Étape vallonnée | 156           | Meo Amann                  | Ayoub Sahiri                 |
| 4e étape  | 14 mai | Chlef - Blida               | Étape vallonnée | 154.3         | Youcef Reguigui            | Ayoub Sahiri                 |
| 5e étape  | 15 mai | Blida - Bouira              | Étape vallonnée | 129.5         | Milkias Maekele            | Ayoub Sahiri                 |
| 6e étape  | 16 mai | Bouira - Sétif              | Étape vallonnée | 186.5         | Yacine Hamza               | Meron Teshome                |
| 7e étape  | 18 mai | Sétif - Constantine         | Étape vallonnée | 129.4         | Ayoub Ferkous              | Meron Teshome                |
| 8e étape  | 19 mai | Constantine - Skikda        | Étape vallonnée | 117.4         | Yacine Hamza               | Meron Teshome                |
| 9e étape  | 20 mai | Skikda - Annaba             | Étape vallonnée | 126.5         | Yacine Hamza               | Meron Teshome                |
| 10e étape | 21 mai | Annaba - Guelma - Annaba    | Étape vallonnée | 148.5         | Christopher Rougier-Lagane | Nassim Saidi                 |

## Déroulement de la course

### 1reétape
| Classement | Classement         | Classement | Classement              | Classement       |
|            | Coureur            | Pays       | Équipe                  | Temps            |
| ---------- | ------------------ | ---------- | ----------------------- | ---------------- |
| 1er        | Nassim Saidi       | Algérie    | Madar Pro Cycling Team  | en 0 h 0 min 0 s |
| 2e         | Aiman Cahyadi      | Indonésie  | Terengganu Cycling Team |                  |
| 3e         | Tillman Sarnowski  | Allemagne  | Embrace The World       |                  |
| 4e         | Milkias Maekele    | Érythrée   | Eritrea                 | 0 h 0 min 0 s    |
| 5e         | Christopher Lagane | Maurice    | Mauritius               | 0 h 0 min 0 s    |
| modifier   |                    |            |                         |                  |

| Classement général | Classement général           | Classement général | Classement général | Classement général |
|                    | Coureur                      | Pays               | Équipe             | Temps              |
| ------------------ | ---------------------------- | ------------------ | ------------------ | ------------------ |
| 1er                | Leader du classement général | '                  | '                  |                    |
| modifier           |                              |                    |                    |                    |

### 2eétape
|  | Coureur | Pays | Équipe | Temps | modifier | modifier | modifier | modifier | modifier |

| Classement général | Classement général           | Classement général | Classement général | Classement général |
|                    | Coureur                      | Pays               | Équipe             | Temps              |
| ------------------ | ---------------------------- | ------------------ | ------------------ | ------------------ |
| 1er                | Leader du classement général | '                  | '                  |                    |
| modifier           |                              |                    |                    |                    |

### 3eétape
|  | Coureur | Pays | Équipe | Temps | modifier | modifier | modifier | modifier | modifier |

| Classement général | Classement général           | Classement général | Classement général | Classement général |
|                    | Coureur                      | Pays               | Équipe             | Temps              |
| ------------------ | ---------------------------- | ------------------ | ------------------ | ------------------ |
| 1er                | Leader du classement général | '                  | '                  |                    |
| modifier           |                              |                    |                    |                    |

### 4eétape
|  | Coureur | Pays | Équipe | Temps | modifier | modifier | modifier | modifier | modifier |

| Classement général | Classement général           | Classement général | Classement général | Classement général |
|                    | Coureur                      | Pays               | Équipe             | Temps              |
| ------------------ | ---------------------------- | ------------------ | ------------------ | ------------------ |
| 1er                | Leader du classement général | '                  | '                  |                    |
| modifier           |                              |                    |                    |                    |

### 5eétape
|  | Coureur | Pays | Équipe | Temps | modifier | modifier | modifier | modifier | modifier |

| Classement général | Classement général           | Classement général | Classement général | Classement général |
|                    | Coureur                      | Pays               | Équipe             | Temps              |
| ------------------ | ---------------------------- | ------------------ | ------------------ | ------------------ |
| 1er                | Leader du classement général | '                  | '                  |                    |
| modifier           |                              |                    |                    |                    |

### 6eétape
|  | Coureur | Pays | Équipe | Temps | modifier | modifier | modifier | modifier | modifier |

| Classement général | Classement général           | Classement général | Classement général | Classement général |
|                    | Coureur                      | Pays               | Équipe             | Temps              |
| ------------------ | ---------------------------- | ------------------ | ------------------ | ------------------ |
| 1er                | Leader du classement général | '                  | '                  |                    |
| modifier           |                              |                    |                    |                    |

### 7eétape
|  | Coureur | Pays | Équipe | Temps | modifier | modifier | modifier | modifier | modifier |

| Classement général | Classement général           | Classement général | Classement général | Classement général |
|                    | Coureur                      | Pays               | Équipe             | Temps              |
| ------------------ | ---------------------------- | ------------------ | ------------------ | ------------------ |
| 1er                | Leader du classement général | '                  | '                  |                    |
| modifier           |                              |                    |                    |                    |

### 8eétape
|  | Coureur | Pays | Équipe | Temps | modifier | modifier | modifier | modifier | modifier |

| Classement général | Classement général           | Classement général | Classement général | Classement général |
|                    | Coureur                      | Pays               | Équipe             | Temps              |
| ------------------ | ---------------------------- | ------------------ | ------------------ | ------------------ |
| 1er                | Leader du classement général | '                  | '                  |                    |
| modifier           |                              |                    |                    |                    |

### 9eétape
|  | Coureur | Pays | Équipe | Temps | modifier | modifier | modifier | modifier | modifier |

| Classement général | Classement général           | Classement général | Classement général | Classement général |
|                    | Coureur                      | Pays               | Équipe             | Temps              |
| ------------------ | ---------------------------- | ------------------ | ------------------ | ------------------ |
| 1er                | Leader du classement général | '                  | '                  |                    |
| modifier           |                              |                    |                    |                    |

### 10eétape
|  | Coureur | Pays | Équipe | Temps | modifier | modifier | modifier | modifier | modifier |

| Classement général | Classement général           | Classement général | Classement général | Classement général |
|                    | Coureur                      | Pays               | Équipe             | Temps              |
| ------------------ | ---------------------------- | ------------------ | ------------------ | ------------------ |
| 1er                | Leader du classement général | '                  | '                  |                    |
| modifier           |                              |                    |                    |                    |

## Classements finals

### Classement général
| Classement général | Classement général         | Classement général | Classement général        | Classement général  |
|                    | Coureur                    | Pays               | Équipe                    | Temps               |
| ------------------ | -------------------------- | ------------------ | ------------------------- | ------------------- |
| 1er                | Nassim Saidi               | Algérie            | Madar Pro Cycling Team    | en 30 h 49 min 31 s |
| 2e                 | Lars Quaedvlieg            | Pays-Bas           | Universe Cycling Team     | + 8 s               |
| 3e                 | Christopher Rougier-Lagane | Maurice            | Mauritius                 | + 1 min 41 s        |
| 4e                 | Taj Mueller                | Australie          | EuroCyclingTrips - YOELEO | + 1 min 42 s        |
| 5e                 | Azzedine Lagab             | Algérie            | Madar Pro Cycling Team    | + 1 min 46 s        |
| 6e                 | Metkel Eyob                | Érythrée           | Terengganu Cycling Team   | + 1 min 54 s        |
| 7e                 | Meron Teshome Hagos        | Érythrée           | Eritrea                   | + 2 min 26 s        |
| 8e                 | Youcef Reguigui            | Algérie            | Terengganu Cycling Team   | + 2 min 50 s        |
| 9e                 | Vainqueur Masengesho       | Rwanda             | Rwanda                    | + 3 min 58 s        |
| 10e                | Gwendy Duval               | France             | Team France Défense       | + 4 min 12 s        |
| 11e                | Leo Charrois               | Allemagne          | Embrace The World         | + 4 min 27 s        |
| 12e                | Marcel Peschges            | Allemagne          | Embrace The World         | + 5 min 12 s        |
| 13e                | Milkias Maekele            | Érythrée           | Eritrea                   | + 5 min 50 s        |
| 14e                | Kenny Nijssen              | Pays-Bas           | Universe Cycling Team     | + 6 min 37 s        |
| 15e                | Eric Manizabayo            | Rwanda             | Rwanda                    | + 6 min 40 s        |
| 16e                | Yafiet Mulugeta            | Érythrée           | Eritrea                   | + 6 min 49 s        |
| 17e                | Patrick Byukusenge         | Rwanda             | Rwanda                    | + 7 min 1 s         |
| 18e                | Islam Mansouri             | Algérie            | Madar Pro Cycling Team    | + 8 min 19 s        |
| 19e                | Ayoub Ferkous              | Algérie            | UCI WCC Men's Team        | + 9 min 38 s        |
| 20e                | Aiman Cahyadi              | Inde               | Terengganu Cycling Team   | + 11 min 3 s        |
| 21e                | Awet Aman                  | Érythrée           | UCI WCC Men's Team        | + 11 min 45 s       |
| 22e                | Ayoub Sahiri               | Algérie            | NADI Dely-Ibrahim         | + 14 min 1 s        |
| 23e                | David Drouin               | Canada             | EuroCyclingTrips - YOELEO | + 15 min 40 s       |
| 24e                | El Khacib Sassane          | Algérie            | Mouloudia Club d'Alger    | + 17 min 34 s       |
| 25e                | Paul Uwiduhaye             | Rwanda             | Rwanda                    | + 18 min 57 s       |
| modifier           |                            |                    |                           |                     |

### Classements annexes
| par points | par points                      | par points | par points | par points |
| ---------- | ------------------------------- | ---------- | ---------- | ---------- |
|            | Coureur                         | Pays       | Équipe     | Point(s)   |
| 1er        | Leader du classement par points | '          | '          |            |
| modifier   |                                 |            |            |            |

| du meilleur grimpeur | du meilleur grimpeur | du meilleur grimpeur | du meilleur grimpeur | du meilleur grimpeur |
| -------------------- | -------------------- | -------------------- | -------------------- | -------------------- |
|                      | Coureur              | Pays                 | Équipe               | Point(s)             |
| 1er                  |                      | '                    | '                    |                      |
| modifier             |                      |                      |                      |                      |

| des points chauds | des points chauds                      | des points chauds | des points chauds | des points chauds |
| ----------------- | -------------------------------------- | ----------------- | ----------------- | ----------------- |
|                   | Coureur                                | Pays              | Équipe            | Point(s)          |
| 1er               | Leader du classement des points chauds | '                 | '                 |                   |
| modifier          |                                        |                   |                   |                   |

| Classement général | Classement général                     | Classement général | Classement général | Classement général |
|                    | Coureur                                | Pays               | Équipe             | Temps              |
| ------------------ | -------------------------------------- | ------------------ | ------------------ | ------------------ |
| 1er                | Leader du classement du meilleur jeune | '                  | '                  |                    |
| modifier           |                                        |                    |                    |                    |

| \| Classement par équipes \| Classement par équipes \| Classement par équipes \| Classement par équipes \| \| \| Équipe \| Pays \| Temps \| \| ---------------------- \| ---------------------- \| ---------------------- \| ---------------------- \| \| modifier \| \| \| \| |        |      |       |
| Classement par équipes |        |      |       |
| | Équipe | Pays | Temps |
| modifier |        |      |       |

## Évolution des classements
| Étape              | Vainqueur | Classement général | Classement par points | Classement de la montagne | Classement du meilleur jeune | Classement par équipes |
| ------------------ | --------- | ------------------ | --------------------- | ------------------------- | ---------------------------- | ---------------------- |
| 1                  |           |                    |                       |                           |                              |                        |
| 2                  |           |                    |                       |                           |                              |                        |
| 3                  |           |                    |                       |                           |                              |                        |
| 4                  |           |                    |                       |                           |                              |                        |
| 5                  |           |                    |                       |                           |                              |                        |
| 6                  |           |                    |                       |                           |                              |                        |
| 7                  |           |                    |                       |                           |                              |                        |
| 8                  |           |                    |                       |                           |                              |                        |
| 9                  |           |                    |                       |                           |                              |                        |
| 10                 |           |                    |                       |                           |                              |                        |
| Classements finals |           |                    |                       |                           |                              |                        |

## Liste des participants
| Légende                                | Légende                                                                                         | Légende                                | Légende                                                                                                  |
| -------------------------------------- | ----------------------------------------------------------------------------------------------- | -------------------------------------- | --- |
| Num                                    | Dossard de départ porté par le coureur sur ce Tour d'Algérie                                    | Pos                                    | Position finale au classement général                                                                    |
| Leader du classement général           | Indique le vainqueur du classement général                                                      | Leader du classement par points        | Indique le vainqueur du classement par points                                                            |
|                                        | Indique le vainqueur du classement meilleur grimpeur                                            | Leader du classement du meilleur jeune | Indique le vainqueur du classement des points chauds                                                     |
| Leader du classement du meilleur jeune | Indique le vainqueur du classement du meilleur jeune                                            |                                        | Indique un maillot de champion national ou mondial, suivi de sa spécialité                               |
| #                                      | Indique la meilleure équipe                                                                     | NP                                     | Indique un coureur qui n'a pas pris le départ d'une étape, suivi du numéro de l'étape où il s'est retiré |
| AB                                     | Indique un coureur qui n'a pas terminé une étape, suivi du numéro de l'étape où il s'est retiré | HD                                     | Indique un coureur qui a terminé une étape hors des délais, suivi du numéro de l'étape                   |
| *                                      | Indique un coureur en lice pour le maillot blanc (coureurs nés après le 1er janvier 1999)       |                                        | |

|}
|}